# Loudoun megye
Loudoun megye az Amerikai Egyesült Államokban, azon belül Virginia államban található. Megyeszékhelye és legnagyobb városa Leesburg. Lakosainak száma 420 959 fő (2020. április 1.). Loudoun megye Frederick, Washington, Montgomery, Fairfax, Prince William, Fauquier, Clarke és Jefferson megyékkel határos.

## Népesség
A megye népességének változása:
| Lakosok száma | 315 426 | 326 371 | 337 248 | 349 679 | 375 629 | 420 959 |
|               | 2010    | 2011    | 2012    | 2013    | 2015    | 2020    |